# アレクシス・バルタザール・アンリ・シャウエンブルク
アレクシス・バルタザール・アンリ・シャウエンブルク（Alexis Balthazar Henri Schauenburg, 1748年7月31日 - 1831年9月1日）は、フランス革命戦争・ナポレオン戦争期に活躍したフランス軍人である。最終階級は少将（Général de division）で、シャウエンブルク家（von Schauenburg）出身。

## 生涯
フランス革命が勃発する以前は、フランス国王軍に奉職し、1791年には上級准将（Maréchal de camp）まで昇進した。その後ライン軍（Armée du Rhin）で戦い、1793年には少将（Général de division）に昇進した。そしてモゼル軍（Armée de la Moselle）の司令官となったが苦戦し、同年9月14日のピルマゼンスの戦いでプロイセン王国軍に敗退した。
この頃フランスは恐怖政治に突入し、その間シャウエンブルクは投獄された。
しかし1795年には再び歩兵監察官となり、1798年1月にはナポレオン・ボナパルトのもとでスイス侵攻を指揮した。3月1日にはゾロトゥルン市を占領し、3月5日にはカール・ルートヴィク・フォン・エアラッハ率いるスイス軍に対しグラウホルツの戦いで勝利した。シャウエンブルクは3月8日にヘルヴェティア共和国軍最高司令官となり、5月にはヴィンケルリート礼拝堂を破壊しながら中央スイスの抵抗を撃破した。この進撃は、ニートヴァルデンの恐怖の日々（Schreckenstage von Nidwalden）として知られる。12月10日にアンドレ・マッセナが最高司令官となり、シャウエンブルクは1813年までストラスブルクで陸軍監察官として勤めることとなる。
1814年にフランス復古王政によってルイ18世が即位するとこれに従い、同年12月24日に辞職するまでかつての軍内での権威を取り戻した。シャウエンブルクの名はエトワール凱旋門の南柱に記名（第23列、"SCHAWEMBOURG"）され、後世に名を残すこととなった。

## シャウエンブルク・コレクション
シャウエンブルク・コレクション（Schauenburg-Sammlung）は、シャウエンブルク将軍の名にちなんで命名された。軍事的に重要なベルン州の古地図のコレクションで、1798年にシャウエンブルクによって没収されていたものを、その没後に相続人から返還されたものである。現在保存されている62枚の地図は、1989年に作成された複写である。